# Дилевская, Ольга Александровна
Диле́вская О́льга Алекса́ндровна (18 декабря 1886 — 13 марта 1919) — активный деятель революционного движения в России, литератор, педагог, член военной организации Московского Комитета РСДРП.

## Биография
Родилась в 1886 году в селе Рыбцы Полтавской губернии в дворянской семье. После смерти отца — агронома — в 1898 году переехала в Москву, где в 1903 году окончила гимназию Воскресенской и Протопоповой. В течение двух лет Дилевская дважды оказывалась под арестом. В 1904 году в Таганской тюрьме познакомилась со своим будущим мужем Николаем Авдеевым. После выхода на свободу начинает работать по доставке оружия для боевых дружин, но снова попала под арест. В сентябре 1905 года Дилевскую выпустили под залог, и она уехала в Екатеринослав, где до 1907 года работала секретарём Екатеринославского комитета РСДРП от фракции большевиков. После нового ареста в 1907 в департаменте полиции на неё завели дело «Подготовительный материал для ликвидации».
В 1911 Дилевская попадает под негласный надзор полиции. Её арестовывают и на четыре года ссылают в Нарымский край в село Колпашево. Там она живёт вместе с также сосланной сестрой Верой и приехавшей к ним матерью. «Радушие и гостеприимство были их отличительными чертами, и их домик в Колпашеве был настоящим большевистским клубом». Сёстры организовывают в Колпашеве театр, вскоре запрещённый. Ольга преподаёт русский язык в местной школе и активно участвует в побегах ссыльных большевиков. В частности её помощь при побеге Якова Свердлова подробно описала его жена. По некоторым сведениям именно в дом Дилевских в Колпашеве отправился Сталин во время своего побега из Нарымской ссылки. В 1914 году Дилевская опубликовала книгу о Прибалтике.
После ссылки Дилевская переехала в Тюмень, где работала секретарём Центрального бюро Тюменских профсоюзов. 13 марта 1919 года была арестована вместе с мужем Николаем Авдеевым колчаковцами и в этот же день без суда расстреляна (тяжелораненному мужу удалось спастись). Похоронена на холерном кладбище в Тюмени. В Тюменском музее сохранился карандашный портрет Ольги Дилевской, выполненный в 1923 году по фотографии художником Гавриловым.

## Память
- Рождественская Л. Товарищ Ольга // Тюменская Правда : газета. — 1968. — № за 11 октября.

- Данилин И. Письма потомкам // Тюменская Правда : газета. — 1967. — № за 1 февраля.

## Труды
• Дилевская О.А. Прибалтийский край.. — Москва: И. Н. Кушнерев, 1914. — 41 с.